# Arnaud Soly
Arnaud Soly (né le 26 décembre 1989 à Montréal) est un humoriste, improvisateur, comédien et auteur québécois. Il s'est notamment fait connaître avec des sketchs sur internet durant la pandémie de Covid-19 qui lui a valu l'Olivier de découverte de l'année en 2021 et plus tard avec l'émission le Club Soly (2021-2023).

## Biographie
Arnaud Soly est né le 26 décembre 1989 à Montréal, dans une famille de musiciens, il est le fils de Geneviève Soly qui est une musicologue et musicienne réputée. Au secondaire, il commence à faire de l'improvisation à l'école Joseph-François-Perrault et poursuit au Cégep avec Phil Roy et Virginie Fortin. Il complète ensuite un baccalauréat en arts visuels à l'Université Concordia en 2015. Il est marié à Laurence Gough, autrice et traductrice, avec qui il a deux enfants.
C'est à la fin de ses études universitaires qu'il s'inscrit à un cours en écriture à l'École Nationale de l'Humour et décide de se lancer plus sérieusement en humour. Avec plusieurs années comme improvisateur derrière la cravate, Arnaud Soly se taille une place parmi les humoristes de la relève, principalement avec des sketchs qu'il partage sur Facebook et sa capacité à jouer de la flûte par le nez. Il est notamment sélectionné en 2018 à la troisième saison de l'émission Les 5 prochains à ICI ARTV qui met en lumière des humoristes émergents au Québec. En 2019, il sera officiellement recruté à la Ligue Nationale d'Improvisation et remportera la même année le trophée Pierre-Curzi de recrue de l'année.
Étant déjà très présent sur les réseaux sociaux, Arnaud Soly monte en popularité durant la pandémie Covid-19 et lance son premier one-man-show Stand-up en 2020, mise en scène par Fabien Cloutier. Arnaud Soly remporte l'Olivier découverte de l'année au 22e Gala Les Olivier en 2021. En collaboration avec Julien Corriveau, il crée l'émission à sketchs le Club Soly qui est diffusé à Noovo pour trois saisons de 2021 à 2023. Cette émission remportera notamment le prix de la meilleure émission humoristique au 24e Gala Les Olivier et au 45e Gala de l'ADISQ en 2023. Il anime depuis 2024 le Soly Podcast, qui imite à chaque épisode des styles de podcast différents. Arnaud Soly présentera son deuxième one-man-show Bon jus à partir de mars 2025. Dans celui-ci, l'humoriste parle de son expérience avec la parentalité. Dans son spectacle de 1h30, il aborde aussi des thèmes comme son angoisse face à son rôle de père.Il est nominé au gala des Olivier en 2025 dans la catégorie de l'Olivier de l'année.

## Carrière

### Télévision
- 2021 - 2023 : Club Soly

### Humour
- 2020 : Stand-up
- 2025 : Bon jus

## Récompenses
- 2019 : Trophée Pierre Curzi de recrue de l'année - Ligue Nationale d'Improvisation
- 2021 : Découverte de l'année - Gala Les Olivier
- 2022 : Texte de l'année: capsule ou sketch télé/web humoristique: Cowboys et Indiens de Arnaud Soly et Julien Corriveau (Club Soly) - Gala Les Olivier[19]
- 2023 : Émission télé humoristique de l'année pour Club Soly - Gala Les Olivier
- 2023 : Émission de l'année - Humour pour Club Soly - Gala de l'ADISQ